# قهرمانی جودو آسیا ۲۰۱۱
جودو قهرمانی آسیا ۲۰۱۱ بیست و دومین دوره از رقابت‌های قهرمانی آسیا می‌باشد که از ۵ تا ۷ آوریل ۲۰۱۱ در ابوظبی، امارات متحدهٔ عربی برگزار گردید.

## خلاصه مدال‌ها

### مردان
| رویداد                | طلا                          | نقره                                | برنز                            |
| خیلی سبک‌وزن ۶۰− ک‌گ    | Choi Gwang-hyeon · کرهٔ جنوبی | Davaadorjiin Tömörkhüleg · مغولستان | Gabit Esimbetov · ازبکستان      |
| خیلی سبک‌وزن ۶۰− ک‌گ    | Choi Gwang-hyeon · کرهٔ جنوبی | Davaadorjiin Tömörkhüleg · مغولستان | Yerkebulan Kossayev · قزاقستان  |
| نیمه سبک‌وزن ۶۶− ک‌گ    | Junpei Morishita · ژاپن      | خاشباتارین تساگانباتار · مغولستان   | چو جون-هو · کرهٔ جنوبی           |
| نیمه سبک‌وزن ۶۶− ک‌گ    | Junpei Morishita · ژاپن      | خاشباتارین تساگانباتار · مغولستان   | Mirzohid Farmonov · ازبکستان    |
| سبک‌وزن ۷۳− ک‌گ         | وانگ کی-چون · کرهٔ جنوبی      | ریکی ناکایا · ژاپن                  | Kim Chol-su · کرهٔ شمالی         |
| سبک‌وزن ۷۳− ک‌گ         | وانگ کی-چون · کرهٔ جنوبی      | ریکی ناکایا · ژاپن                  | علی معلومات · ایران             |
| نیمه میان‌وزن ۸۱− ک‌گ   | کیم جائه-بوم · کرهٔ جنوبی     | Islam Bozbayev · قزاقستان           | Amir Ghaseminejad · ایران       |
| نیمه میان‌وزن ۸۱− ک‌گ   | کیم جائه-بوم · کرهٔ جنوبی     | Islam Bozbayev · قزاقستان           | سی ریجیگاوا · چین               |
| میان‌وزن ۹۰− ک‌گ        | Lee Kyu-won · کرهٔ جنوبی      | Daiki Nishiyama · ژاپن              | Timur Bolat · قزاقستان          |
| میان‌وزن ۹۰− ک‌گ        | Lee Kyu-won · کرهٔ جنوبی      | Daiki Nishiyama · ژاپن              | Dilshod Choriev · ازبکستان      |
| نیمه سنگین‌وزن ۱۰۰− ک‌گ | Ramziddin Sayidov · ازبکستان | Hwang Hee-tae · کرهٔ جنوبی           | Daisuke Kobayashi · ژاپن        |
| نیمه سنگین‌وزن ۱۰۰− ک‌گ | Ramziddin Sayidov · ازبکستان | Hwang Hee-tae · کرهٔ جنوبی           | نایدانگین توشینبایار · مغولستان |
| سنگین‌وزن ۱۰۰+ ک‌گ      | عبدالله تانگریف · ازبکستان   | Kim Sung-min · کرهٔ جنوبی            | Ryuta Ishii · ژاپن              |
| سنگین‌وزن ۱۰۰+ ک‌گ      | عبدالله تانگریف · ازبکستان   | Kim Sung-min · کرهٔ جنوبی            | Yerzhan Shynkeyev · قزاقستان    |
| تیمی                  | کرهٔ جنوبی                    | ژاپن                                | ازبکستان                        |
| تیمی                  | کرهٔ جنوبی                    | ژاپن                                | قزاقستان                        |

### زنان
| رویداد               | طلا                                | نقره                             | برنز                                   |
| خیلی سبک‌وزن ۴۸− ک‌گ   | Hiromi Endo · ژاپن                 | Xie Shishi · چین                 | Hwang Ryu-ok · کرهٔ شمالی               |
| خیلی سبک‌وزن ۴۸− ک‌گ   | Hiromi Endo · ژاپن                 | Xie Shishi · چین                 | Văn Ngọc Tú · ویتنام                   |
| نیمه سبک‌وزن ۵۲− ک‌گ   | Yuka Nishida · ژاپن                | Mönkhbaataryn Bundmaa · مغولستان | Jo Song-hui · کرهٔ شمالی                |
| نیمه سبک‌وزن ۵۲− ک‌گ   | Yuka Nishida · ژاپن                | Mönkhbaataryn Bundmaa · مغولستان | Kim Kyung-ok · کرهٔ جنوبی               |
| سبک‌وزن ۵۷− ک‌گ        | Aiko Sato · ژاپن                   | Kim Jan-di · کرهٔ جنوبی           | Lien Chen-ling · تایوان                |
| سبک‌وزن ۵۷− ک‌گ        | Aiko Sato · ژاپن                   | Kim Jan-di · کرهٔ جنوبی           | لو تونگجوان · چین                      |
| نیمه میان‌وزن ۶۳− ک‌گ  | شو لیلی · چین                      | Joung Da-woon · کرهٔ جنوبی        | Tsedevsürengiin Mönkhzayaa · مغولستان  |
| نیمه میان‌وزن ۶۳− ک‌گ  | شو لیلی · چین                      | Joung Da-woon · کرهٔ جنوبی        | یوشیه یوئنو · ژاپن                     |
| میان‌وزن ۷۰− ک‌گ       | Hwang Ye-sul · کرهٔ جنوبی           | هاروکا تاچیموتو · ژاپن           | چن فی · چین                            |
| میان‌وزن ۷۰− ک‌گ       | Hwang Ye-sul · کرهٔ جنوبی           | هاروکا تاچیموتو · ژاپن           | Tsend-Ayuushiin Naranjargal · مغولستان |
| نیمه سنگین‌وزن ۷۸– ک‌گ | Pürevjargalyn Lkhamdegd · مغولستان | جونگ گیونگ-می · کرهٔ جنوبی        | Chihiro Takahashi · ژاپن               |
| نیمه سنگین‌وزن ۷۸– ک‌گ | Pürevjargalyn Lkhamdegd · مغولستان | جونگ گیونگ-می · کرهٔ جنوبی        | Zhang Meiling · چین                    |
| سنگین‌وزن ۷۸+ ک‌گ      | Megumi Tachimoto · ژاپن            | Kim Na-young · کرهٔ جنوبی         | Dorjgotovyn Tserenkhand · مغولستان     |
| سنگین‌وزن ۷۸+ ک‌گ      | Megumi Tachimoto · ژاپن            | Kim Na-young · کرهٔ جنوبی         | Gulzhan Issanova · قزاقستان            |
| تیمی                 | ژاپن                               | مغولستان                         | کرهٔ جنوبی                              |
| تیمی                 | ژاپن                               | مغولستان                         | چین                                    |

## جدول مدال‌ها
| رتبه            | کشور            | طلا | نقره | برنز | مجموع |
| --------------- | --------------- | --- | ---- | ---- | ----- |
| ۱               | کرهٔ جنوبی       | ۶   | ۶    | ۳    | ۱۵    |
| ۲               | ژاپن            | ۶   | ۴    | ۴    | ۱۴    |
| ۳               | ازبکستان        | ۲   | ۰    | ۴    | ۶     |
| ۴               | مغولستان        | ۱   | ۴    | ۴    | ۹     |
| ۵               | چین             | ۱   | ۱    | ۵    | ۷     |
| ۶               | قزاقستان        | ۰   | ۱    | ۵    | ۶     |
| ۷               | کرهٔ شمالی       | ۰   | ۰    | ۳    | ۳     |
| ۸               | ایران           | ۰   | ۰    | ۲    | ۲     |
| ۹               | تایوان          | ۰   | ۰    | ۱    | ۱     |
| ۹               | ویتنام          | ۰   | ۰    | ۱    | ۱     |
| مجموع (۱۰ کشور) | مجموع (۱۰ کشور) | ۱۶  | ۱۶   | ۳۲   | ۶۴    |